# ساندي دونكان
ساندي دونكان (بالإنجليزية: Sandy Duncan)‏ (و. 1946  م) هي كاتبة سيناريو، ومنتجة أفلام، وممثلة تلفزيونية، وممثلة أفلام، ومغنية، وممثلة مسرحية، وممثلة صوت أمريكية، ولدت في هندرسون، تكساس.

## التعليم
تعلمت في Lon Morris College ‏.

## جوائز وترشيحات
حصلت على جوائز منها:
- جائزة المسرح العالمي (1968).[4]

ترشحت لـ:
- جائزة توني عن فئة أفضل ممثلة في مسرحية موسيقية  [لغات أخرى]‏ (1980)
- جائزة توني عن فئة أفضل ممثلة في مسرحية موسيقية  [لغات أخرى]‏ (1971).

## وصلات خارجية
- ساندي دونكان على موقع IMDb (الإنجليزية)
- ساندي دونكان على موقع ألو سيني (الفرنسية)
- ساندي دونكان على موقع ميوزك برينز (الإنجليزية)
- ساندي دونكان على موقع تيرنر كلاسيك موفيز (الإنجليزية)
- ساندي دونكان على موقع أول موفي (الإنجليزية)
- ساندي دونكان على موقع قاعدة بيانات برودواي على الإنترنت (الإنجليزية)
- ساندي دونكان على موقع قاعدة بيانات الأفلام السويدية (السويدية)
- ساندي دونكان على موقع إن إن دي بي (الإنجليزية)
- ساندي دونكان على موقع ديسكوغز (الإنجليزية)
- ساندي دونكان على موقع قاعدة بيانات الفيلم (الإنجليزية)